# Microgale monticola
Microgale monticola é uma espécie de mamífero da família Tenrecidae, endêmica de Madagascar.